# 浄栄寺
浄栄寺（じょうえいじ）は、岐阜県羽島市竹鼻町にある真宗大谷派の寺院。山号は龍登山。

## 概要
上山 蔵人信家（うえやま くろうとのぶいえ）、法名・法壽坊（ほうじゅぼう）を開基とし、正式名称を、法壽坊 龍登山 浄栄寺という。
当初は天台宗であったが、後世蓮如上人本願寺教団に帰し、現在は真宗大谷派（東本願寺）で、川並六坊の一つ。
川並六坊は、本願寺第八世・蓮如上人関東巡化の帰洛の折、二代目住職の釋壽聞ら六人の僧が、蓮如上人を助けて尾張の境川を渡し、近江に無事送ったことに由来する。
境内にある梵鐘は、元は名古屋市の東照宮の時鐘であった。
元和8年（1622年）尾張公・徳川義直を願主として、水野太郎左右衛門 藤原則重が鋳造。
明治9年（1876年）、第十六代住職の釋德明が買い受け、羽島市の文化財に指定されている。

## 交通アクセス
鉄道
名鉄竹鼻線 羽島市役所前駅下車、徒歩で約5分。